# زرافة (عين العرب)
زرافة قرية سوريّة تتبع إداريّاً لمحافظة حلب منطقة عين العرب ناحية مركز عين العرب، بلغ تعداد سكانها 415 نسمة حسب التعداد السكاني لعام 2004.